# Peyton Watson
Peyton Watson (Beverly Hills, 11 september 2002) is een Amerikaans basketballer die speelt als shooting guard of small forward voor de Denver Nuggets.

## Carrière
Watson speelde collegebasketbal voor de UCLA Bruins tijdens het seizoen 2021/22. Hij stelde zich in 2022 beschikbaar voor de NBA draft en werd als 30e in de eerste ronde gekozen door de Oklahoma City Thunder. Watson werd een dag later al geruild naar de Denver Nuggets, waarbij JaMychal Green de omgekeerde beweging maakte. Watson maakte op 19 oktober 2022 zijn NBA-debuut voor Denver tegen de Utah Jazz. In zijn rookie-jaar werd Watson hoofdzakelijk uitgespeeld als wisselspeler, goed voor een gemiddelde speeltijd van 8,1 minuten en 3,3 punten tijdens 23 wedstrijden. Tussendoor werd Watson ook uitgeleend aan de Grand Rapids Gold, het geaffilieerde team van de Denver Nuggets in de NBA G League. Met Denver behaalde Watson in zijn debuutseizoen meteen ook zijn eerste NBA-titel dankzij winst in de finale tegen de Miami Heat. Tijdens het seizoen 2023/24 kreeg Tyson steeds meer speelminuten bij Denver.

## Erelijst
- NBA-kampioen: 2023

## Statistieken
| Legenda | Legenda                | Legenda | Legenda                 | Legenda | Legenda               |
| ------- | ---------------------- | ------- | ----------------------- | ------- | --------------------- |
| WG      | Wedstrijden gespeeld   | WS      | Wedstrijden als starter | MPW     | Minuten per wedstrijd |
| FG%     | Fieldgoal-percentage   | 3P%     | Drie-punterpercentage   | VW%     | Vrije-worppercentage  |
| RPW     | Rebounds per wedstrijd | APW     | Assists per wedstrijd   | SPW     | Steals per wedstrijd  |
| BPW     | Blocks per wedstrijd   | PPW     | Punten per wedstrijd    | Vet     | Hoogste in carrière   |

### Regulier seizoen
| Seizoen  | Team           | WG  | WS | MPW  | FG%  | 3P%  | FW%  | RPW | APW | SPW | BPW | PPW |
| -------- | -------------- | --- | -- | ---- | ---- | ---- | ---- | --- | --- | --- | --- | --- |
| 2022/23  | Denver Nuggets | 23  | 2  | 8,1  | 49,2 | 42,9 | 55,0 | 1,6 | 0,5 | 0,1 | 0,5 | 3,3 |
| 2023/24  | Denver Nuggets | 80  | 4  | 18,6 | 46,5 | 29,6 | 67,0 | 3,2 | 1,1 | 0,5 | 1,1 | 6,7 |
| 2024/25  | Denver Nuggets | 68  | 18 | 24,4 | 47,7 | 35,3 | 69,3 | 3,4 | 1,4 | 0,7 | 1,4 | 8,1 |
| Carrière | Carrière       | 171 | 24 | 19,5 | 47,2 | 32,8 | 67,3 | 3,1 | 1,1 | 0,5 | 1,1 | 6,8 |

### Play-offs
| Seizoen  | Team           | WG | WS | MPW  | FG%  | 3P%  | FW%  | RPW | APW | SPW | BPW | PPW |
| -------- | -------------- | -- | -- | ---- | ---- | ---- | ---- | --- | --- | --- | --- | --- |
| 2022/23  | Denver Nuggets | 5  | 0  | 2,7  | 40,0 | 50,0 | -    | 0,8 | 0,2 | 0   | 0,2 | 1,0 |
| 2023/24  | Denver Nuggets | 10 | 0  | 9,0  | 25,0 | 25,0 | 50,0 | 1,5 | 0,4 | 0   | 0,6 | 1,8 |
| 2024/25  | Denver Nuggets | 14 | 0  | 14,2 | 40,7 | 36,8 | 50,0 | 2,9 | 0,3 | 0,8 | 0,6 | 4,5 |
| Carrière | Carrière       | 29 | 0  | 10,4 | 36,4 | 33,3 | 50,0 | 2,1 | 0,3 | 0,4 | 0,6 | 3,0 |

0 Braun ·
1 Porter ·
5 Caldwell-Pope ·
6 Jordan ·
7 Jackson ·
8 Watson ·
10 White ·
11 Brown ·
13 Bryant ·
14 Smith ·
15 Jokić ·
21 Gillespie ·
22 Nnaji ·
27 Murray ·
31 Čančar ·
32 Green ·
50 Gordon ·
Coach Malone